# Clathrotropis
Genre
Classification phylogénétique
Clathrotropis est un genre de plantes dicotylédones de la famille des Fabaceae, sous-famille des Faboideae, originaire d'Amérique du Sud, qui comprend six espèces acceptées.

## Liste d'espèces
Selon The Plant List (21 novembre 2018) :
- Clathrotropis brachypetala (Tul.) Kleinhoonte
- Clathrotropis brunnea Amshoff
- Clathrotropis glaucophylla Cowan
- Clathrotropis macrocarpa Ducke
- Clathrotropis nitida (Benth.) Harms
- Clathrotropis paradoxa Sandwith